# Frohburg
Frohburg ist eine Kleinstadt im Landkreis Leipzig, Freistaat Sachsen, an der Grenze zu Thüringen.

## Geographie und Verkehr

### Geographie
Frohburg liegt etwa in der Mitte zwischen Leipzig und Chemnitz am Übergang der Leipziger Tieflandsbucht zum Sächsischen Burgen- und Heideland, ca. 35 km südlich von Leipzig und 10 km südlich von Borna. Durch Frohburg fließen das Flüsschen Wyhra und durch einige Ortsteile die Bäche Eula und Kleine Eula.

### Name und Stadtgliederung
Der Name wird für eine Eindeutschung des französischen Burgnamentyps der Kreuzritterzeit gehalten, der im Mittel-Niederdeutschen die Bedeutung „vro“ (also froh, fröhlich) hatte, was gleichbedeutend ist mit „die Burg, die froh stimmte oder auf der ein frohes Ritterleben herrschte“.

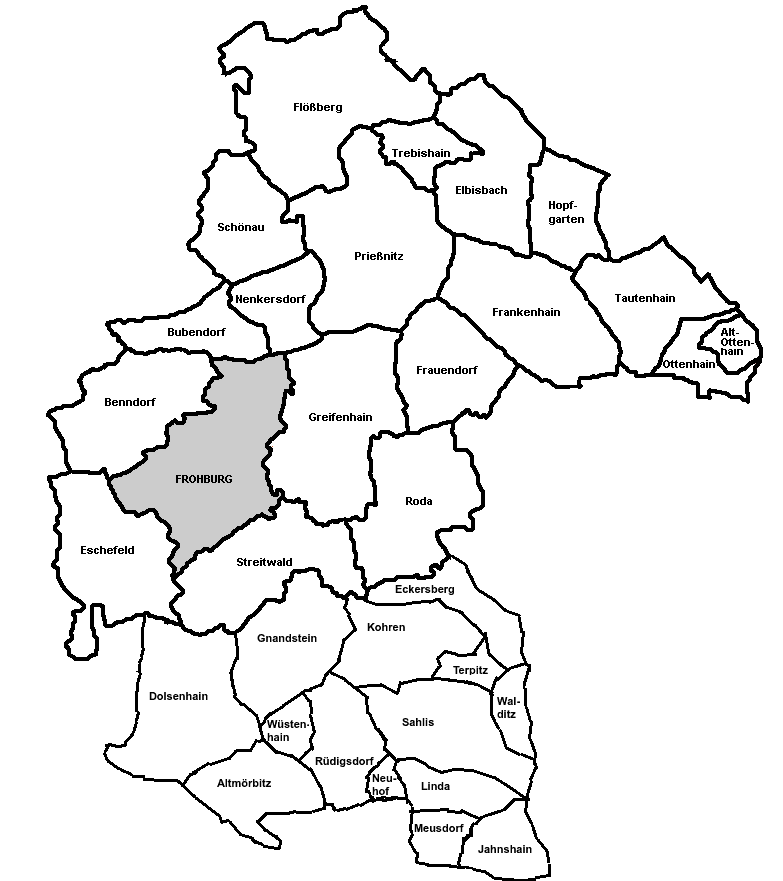
Ortsaufteilung der Stadt Frohburg

Die Ortsteile von Frohburg sind:
- Stadt Frohburg
- Altmörbitz
- Altottenhain
- Benndorf
- Bubendorf
- Dolsenhain
- Eckersberg
- Elbisbach
- Eschefeld
- Flößberg
- Frankenhain
- Frauendorf
- Gnandstein
- Greifenhain
- Hermsdorf
- Hopfgarten
- Jahnshain
- Kohren-Sahlis
- Linda
- Meusdorf
- Nenkersdorf
- Neuhof
- Ottenhain
- Pflug
- Prießnitz
- Roda
- Rüdigsdorf
- Schönau
- Streitwald
- Tautenhain
- Terpitz
- Trebishain
- Walditz
- Wüstenhain

### Nachbargemeinden
| Borna         | Kitzscher              | Bad Lausick |
| Fockendorf    |                        | Geithain    |
| Windischleuba | Langenleuba-Niederhain | Penig       |

### Verkehr

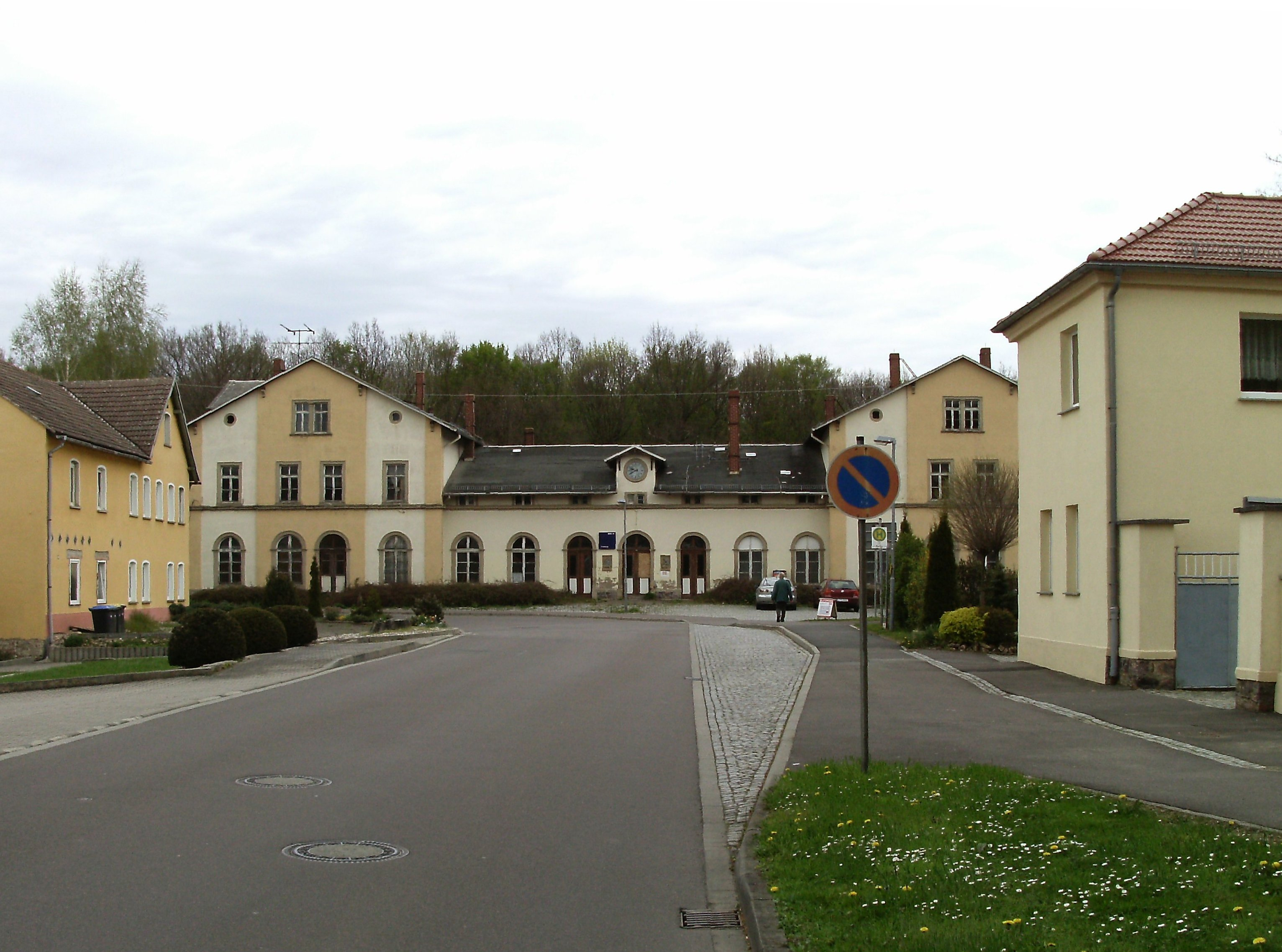
Bahnhof

Durch Frohburg verläuft die Staatsstraße 51 (ehemalige Bundesstraße ). Südlich von Frohburg kreuzen sich die Bundesstraße  und die Staatsstraße 51. Im aktuellen Bundesverkehrswegeplan ist ein Neubau der Bundesstraße  von Altenburg über Benndorfer Flur direkt zu einer neuen Autobahnanschlussstelle „Frohburg“ an der Autobahn  in der Nähe von Bubendorf enthalten. Zirka 5 km östlich der Stadt Frohburg verläuft die Bundesautobahn , über die AS Geithain bzw. Borna Süd ist die Stadt von Süden bzw. Norden erreichbar. Durch den Ortsteil Flößberg führt die Bundesstraße 
Der Bahnhof Frohburg an der Bahnstrecke (Leipzig–)Neukieritzsch–Chemnitz wird stündlich von Zügen der S-Bahn Mitteldeutschland bedient. Durch die Ortsteile Hopfgarten und Tautenhain führt die Bahnstrecke Leipzig–Geithain mit je einem Haltepunkt.
| Linie | Zuglauf | Takt (min.) |
| ----- | --- | ----------- |
| S 6   | Leipzig Messe – L. Essener Straße – L. Nord – Leipzig Hbf (tief) – L. Markt – L. Wilhelm-Leuschner-Platz – L. Bayerischer Bahnhof – L. MDR – Leipzig-Connewitz – Markkleeberg Nord – Markkleeberg – Markkleeberg-Großstädteln – Markkleeberg-Gaschwitz – Großdeuben – Böhlen (b Leipzig) – Böhlen Werke – Neukieritzsch – Lobstädt – Borna (b Leipzig) – Petergrube – Neukirchen-Wyhra – Frohburg – Geithain Bedarfshalt an den Haltepunkten Böhlen Werke, Petergrube und Neukirchen-Wyhra. | 60          |

## Geschichte
Erstmals erwähnt wurde die gleichnamige Schutzburg, das heutige Schloss Frohburg, Ende des 10. Jahrhunderts. 1198 wird Frohburg als Siedlung (Albertus de Vroburc, Albrecht I., Burggraf von Altenburg), 1233 erstmals als Stadt urkundlich erwähnt. Die Stadt verfügte in dieser Zeit aber noch über keinerlei Stadtrechte und wurde vom Grundherrn regiert. Erst 1831 erhielt Frohburg durch die neue sächsische Verfassung die Stadtrechte. Drei Jahre später wurde der erste Bürgermeister gewählt.

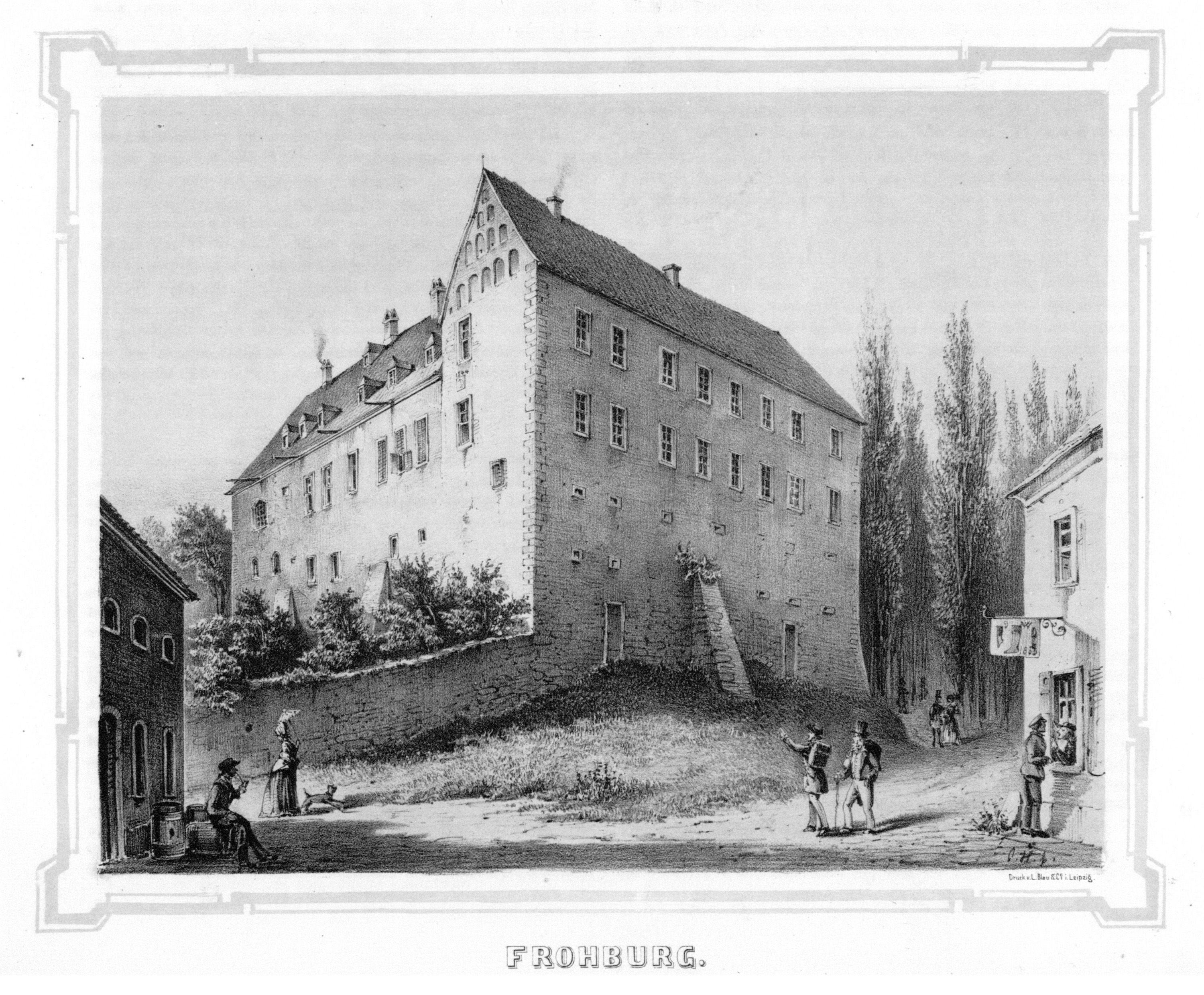
Schloss Frohburg um 1840

Der Besitz der Frohburger Seitenlinie der Burggrafen von Altenburg gehörte bereits im 14. Jahrhundert wettinischen Marschällen aus der Familie von Schladebach (später: Marschall von Bieberstein genannt), die sich als Marschall von Frohburg bezeichneten. Später kam der Besitz an die von Falkenstein und gehörte zuletzt Friedrich Krug von Nidda und von Falkenstein und dessen Erben.
Frohburg lag bis zur Mitte des 16. Jahrhunderts in der Pflege Altenburg, danach bis 1856 im kursächsischen bzw. königlich-sächsischen Amt Borna. Ab 1856 gehörte die Stadt zum Gerichtsamt Frohburg (1879 bis 1943: Amtsgericht Frohburg) und ab 1875 zur Amtshauptmannschaft Borna, die ab 1939 als Landkreis Borna bezeichnet wurde.
Der Mitte des 19. Jahrhunderts einsetzende wirtschaftliche Rückgang endete durch die 1883 erfolgte Gründung einer Kattundruckerei und den beginnenden Braunkohlenabbau nördlich der Stadt.
Bis 1952 gehörte Frohburg zum Landkreis Borna und von 1952 bis zur Kreisreform 1994 zum Kreis Geithain, danach zum Landkreis Leipziger Land und seit der Kreisreform 2008 zum Landkreis Leipzig.
Am 1. Januar 2008 wurde mit der Gemeinde Eulatal die Verwaltungsgemeinschaft Frohburg gegründet, die mit dem Beitritt der Gemeinde Eulatal nach Frohburg ein Jahr später wieder aufgelöst wurde.

### Eingemeindungen
Im Jahr 1973 wurde Streitwald und 1995 Greifenhain Ortsteil von Frohburg. Im Jahr 1997 kam Benndorf hinzu, sowie am 1. Januar 1999 dann Eschefeld, Frauendorf, Roda, Nenkersdorf und Schönau. Am 1. Januar 2009 wurde die bis dahin selbstständige Gemeinde Eulatal nach Frohburg eingemeindet. Das Stadtgebiet vergrößerte sich dadurch von 60,74 km² auf 108,06 km². Am 1. Januar 2018 kam Kohren-Sahlis mit seinen zahlreichen Ortsteilen hinzu.

### Namensherkunft
Woher der Name Frohburg kommt, lässt sich nicht eindeutig sagen. Einer möglichen Deutung zufolge kommt er von ahd. frō für Herr. Zur Unterscheidung von anderen Burgen taugt dieser Name nicht, denn fast alle mittelalterlichen feudalen Burgen waren Herrenburgen. Falls der Name von frōne =„Herrendienst“ abgeleitet wäre, müsste in der Überlieferung ein „n“ auftauchen. Die Ableitung froh, fröhlich, etwa „die Burg, die froh stimmte“ oder auf der ein fröhliches Ritterleben herrschte, könnte nach Meinung der Namenforscher Eichler und Walther nach der Kreuzzugszeit eine zeitgemäße Eindeutschung aus dem Französischen sein analog zu „Freudenberg“ oder „Starkenberg“.
Der Name hat jedenfalls nichts damit zu tun, dass durchreisende Kaufleute froh waren, wenn sie den Ort erreicht hatten und keine Übergriffe durch Raubritter mehr zu fürchten hatten. Allerdings gibt es laut Erzählungen diese Herleitung für den Namen Himmelreich, das Gebiet jenseits der Bahnlinie.

## Politik

### Stadtrat
Seit der Stadtratswahl am 9. Juni 2024 verteilen sich die 16 Sitze des Stadtrates wie nebenstehend beschrieben auf die einzelnen Wahlvorschläge. Der Stadtrat hat zwei Mitglieder weniger als vorgesehen, weil die AfD zwei Sitze nicht besetzen kann. Ergebnisse früherer Wahlen sind tabellarisch aufgelistet.
| Stadtrat ab 2024Insgesamt 16 Sitze - Linke: 1 - SPD: 1 - BuW: 3 - FWV: 1 - CDU: 7 - AfD: 3 Die AfD kann zwei Sitze nicht besetzen. Der Stadtrat verkleinert sich entsprechend. | Liste                                                          | 2024   | 2024   | 2019   | 2019   | 2014   | 2014   |
| Stadtrat ab 2024Insgesamt 16 Sitze - Linke: 1 - SPD: 1 - BuW: 3 - FWV: 1 - CDU: 7 - AfD: 3 Die AfD kann zwei Sitze nicht besetzen. Der Stadtrat verkleinert sich entsprechend. | Liste                                                          | Sitze  | in %   | Sitze  | in %   | Sitze  | in %   |
| Stadtrat ab 2024Insgesamt 16 Sitze - Linke: 1 - SPD: 1 - BuW: 3 - FWV: 1 - CDU: 7 - AfD: 3 Die AfD kann zwei Sitze nicht besetzen. Der Stadtrat verkleinert sich entsprechend. | CDU                                                            | 7      | 35,2   | 7      | 34,4   | 8      | 41,7   |
| Stadtrat ab 2024Insgesamt 16 Sitze - Linke: 1 - SPD: 1 - BuW: 3 - FWV: 1 - CDU: 7 - AfD: 3 Die AfD kann zwei Sitze nicht besetzen. Der Stadtrat verkleinert sich entsprechend. | AfD                                                            | 3      | 26,0   | 3      | 18,4   | –      | –      |
| Stadtrat ab 2024Insgesamt 16 Sitze - Linke: 1 - SPD: 1 - BuW: 3 - FWV: 1 - CDU: 7 - AfD: 3 Die AfD kann zwei Sitze nicht besetzen. Der Stadtrat verkleinert sich entsprechend. | Bürgergemeinschaft unabhängige Wähler Frohburg (2014: BuW/BIE) | 3      | 18,1   | 3      | 18,3   | 4      | 20,1   |
| Stadtrat ab 2024Insgesamt 16 Sitze - Linke: 1 - SPD: 1 - BuW: 3 - FWV: 1 - CDU: 7 - AfD: 3 Die AfD kann zwei Sitze nicht besetzen. Der Stadtrat verkleinert sich entsprechend. | SPD                                                            | 1      | 7,6    | 1      | 6,0    | 1      | 8,4    |
| Stadtrat ab 2024Insgesamt 16 Sitze - Linke: 1 - SPD: 1 - BuW: 3 - FWV: 1 - CDU: 7 - AfD: 3 Die AfD kann zwei Sitze nicht besetzen. Der Stadtrat verkleinert sich entsprechend. | Linke                                                          | 1      | 7,0    | 2      | 11,2   | 3      | 15,4   |
| Stadtrat ab 2024Insgesamt 16 Sitze - Linke: 1 - SPD: 1 - BuW: 3 - FWV: 1 - CDU: 7 - AfD: 3 Die AfD kann zwei Sitze nicht besetzen. Der Stadtrat verkleinert sich entsprechend. | Freie Wählervereinigung                                        | 1      | 6,2    | 1      | 8,6    | 2      | 10,8   |
| Stadtrat ab 2024Insgesamt 16 Sitze - Linke: 1 - SPD: 1 - BuW: 3 - FWV: 1 - CDU: 7 - AfD: 3 Die AfD kann zwei Sitze nicht besetzen. Der Stadtrat verkleinert sich entsprechend. | FDP                                                            | –      | –      | –      | 3,1    | –      | 3,7    |
| Stadtrat ab 2024Insgesamt 16 Sitze - Linke: 1 - SPD: 1 - BuW: 3 - FWV: 1 - CDU: 7 - AfD: 3 Die AfD kann zwei Sitze nicht besetzen. Der Stadtrat verkleinert sich entsprechend. | Wahlbeteiligung                                                | 69,7 % | 69,7 % | 62,7 % | 62,7 % | 50,7 % | 50,7 % |

### Bürgermeister
Der Bürgermeister der Stadt Frohburg ist seit 1. Dezember 2021 Karsten Richter (CDU). Er wurde am 26. September 2021 mit 95,3 % der gültig abgegebenen Stimmen gewählt. Es gab bei dieser Wahl keine Mitbewerber. Sein Vorgänger Wolfgang Hiensch (BuW) war nach einer Amtszeit von über 30 Jahren aus Altersgründen nicht erneut angetreten. Die Wahlbeteiligung lag bei 73,3 %.
Karsten Richter lebt im Frohburger Ortsteil Frankenhain. Er war zuletzt 1. Beigeordneter (Fachbereich Bau) der Großen Kreisstadt Borna. In den Jahren 2001 bis 2008 war er Bürgermeister der aus neun Ortsteilen bestehenden Gemeinde Eulatal, welche 2009 mit der Stadt Frohburg fusionierte.
| Wahl | Bürgermeister    | Vorschlag | Wahlergebnis (in %) |
| ---- | ---------------- | --------- | ------------------- |
| 2021 | Karsten Richter  | CDU       | 95,3                |
| 2015 | Wolfgang Hiensch | Hiensch   | 76,9                |
| 2008 | Wolfgang Hiensch | BuW       | 98,8                |
| 2001 | Wolfgang Hiensch | BuW       | 97,9                |
| 1994 | Wolfgang Hiensch | BuW       | 96,0                |

### Ortschaftsräte
Einzelne Ortsteile haben Ortschaftsräte gebildet.
- Der Ortschaftsrat Kohren-Sahlis besteht aus 8 Mitgliedern, Ortsvorsteher ist Siegmund Mohaupt (CDU).
- Der Ortschaftsrat „Eulatal“ besteht aus 8 Mitgliedern, Ortsvorsteher ist Christopher Martin (CDU).
- Der Ortschaftsrat „Nenkersdorf/Schönau“ besteht aus 6 Mitgliedern, Ortsvorsteher ist Andreas Mertin.
- Der Ortschaftsrat „Roda“ besteht aus 6 Mitgliedern, Ortsvorsteher ist Torsten Biringer.

### Partnergemeinden
- Uetze (Region Hannover in Niedersachsen)
- Montottone (Italien in der Provinz Fermo)
- Schalkstetten (Ortsteil der Gemeinde Amstetten im Alb-Donau-Kreis in Baden-Württemberg)

## Bevölkerungsstatistik
Einwohnerzahlen vom 31. Dezember 2021 | Einwohner-Quelle       = : 12.839
| Ortsteil       | Einwohner |
| -------------- | --------- |
| Stadt Frohburg | 3.846     |
| Kohren-Sahlis  | 982       |
| Prießnitz      | 706       |
| Greifenhain    | 605       |
| Flößberg       | 588       |
| Frankenhain    | 584       |
| Eschefeld      | 489       |
| Tautenhain     | 445       |
| Benndorf       | 437       |
| Roda           | 362       |
| Frauendorf     | 342       |
| Gnandstein     | 314       |
| Streitwald     | 284       |
| Nenkersdorf    | 256       |
| Hopfgarten     | 249       |
| Schönau        | 241       |
| Terpitz        | 202       |
| Rüdigsdorf     | 196       |
| Dolsenhain     | 195       |
| Altmörbitz     | 176       |
| Bubendorf      | 178       |
| Elbisbach      | 172       |
| Jahnshain      | 149       |
| Trebishain     | 136       |
| Linda          | 134       |
| Ottenhain      | 91        |
| Meusdorf       | 49        |
| Neuhof         | 42        |
| Pflug          | 41        |
| Walditz        | 32        |
| Wüstenhain     | 31        |
| Alt-Ottenhain  | 13        |
| Eckersberg     | 4         |

## Gedenkstätten
- Gedenkstein an der Bahnhofstraße/Kreuzung S51 für alle Opfer des Faschismus
- Denkmal für die Gefallenen des Ersten Weltkrieges auf dem Alten Friedhof mit Keramik-Grabplatten von Kurt Feuerriegel
- Denkmal für die Gefallenen des Ersten Weltkrieges auf dem Friedhof in Benndorf
- Ein Friedhof (im Volksmund „Judenfriedhof“ genannt) an einem Waldweg, hinter der Waldsiedlung von der Straße nach Beucha abbiegend, erinnert an die 150 KZ-Häftlinge im Außenlager Flößberg des KZ Buchenwald[18].
- eine Stolperschwelle in Kohren-Sahlis zur Erinnerung an das Lebensborn-Heim „Sonnenwiese“ und Stolpersteine an mehreren Orten (siehe Liste der Stolpersteine in Frohburg)

## Sehenswürdigkeiten
- Schloss Frohburg mit Stadtmuseum
- Töpfermädchen von Kurt Feuerriegel, 1936
- Töpferbrunnen von Kurt Feuerriegel auf dem Marktplatz Kohren-Sahlis
- Kursächsische Distanzsäule vom Markt in der Bahnhofstraße und deren Originalwappen im Museum im Schloss Frohburg
- Kursächsische Ganzmeilensäule Nr. 40 aus Flößberg als Reststück im Museum Borna
- Vermessungssäule Nr. 119 „Sahlis b. Frohburg“ der Königlich Sächsischen Triangulation
- Centaurenbrunnen, 1899
- Rathaus aus dem Jahr 1887
- Bauernrathaus Prießnitz, 1712 errichtetes Umgebindehaus
- Töpfermuseum in Kohren-Sahlis, historisches Töpferhaus von 1783, seit 1961 Museum
- Museum Hofmannsche Sammlung in Kohren-Sahlis, kulturhistorisch wertvolle Sammlung des Ehepaars Rudolf und Ursula Hofmann
- Gutshaus in Rüdigsdorf
- Schwind-Pavillon Rüdigsdorf, ehemalige Orangerie des Gutshauses, darin Wandbilder von Moritz von Schwind, Leopold Schulz, Gustav Adolf Hennig u. a.
- Rittergut Sahlis
- Fachwerkhaus „Alte Farbe“ von 1682
- Lindigtmühle am Lindenvorwerk
- Bockwindmühle im Ortsteil Schönau, Baujahr 1862, ursprünglich in Breunsdorf und dort bis 1942 in Betrieb, nach Umsturz 1986 demontiert und 1995 nach Schönau umgesetzt[19]

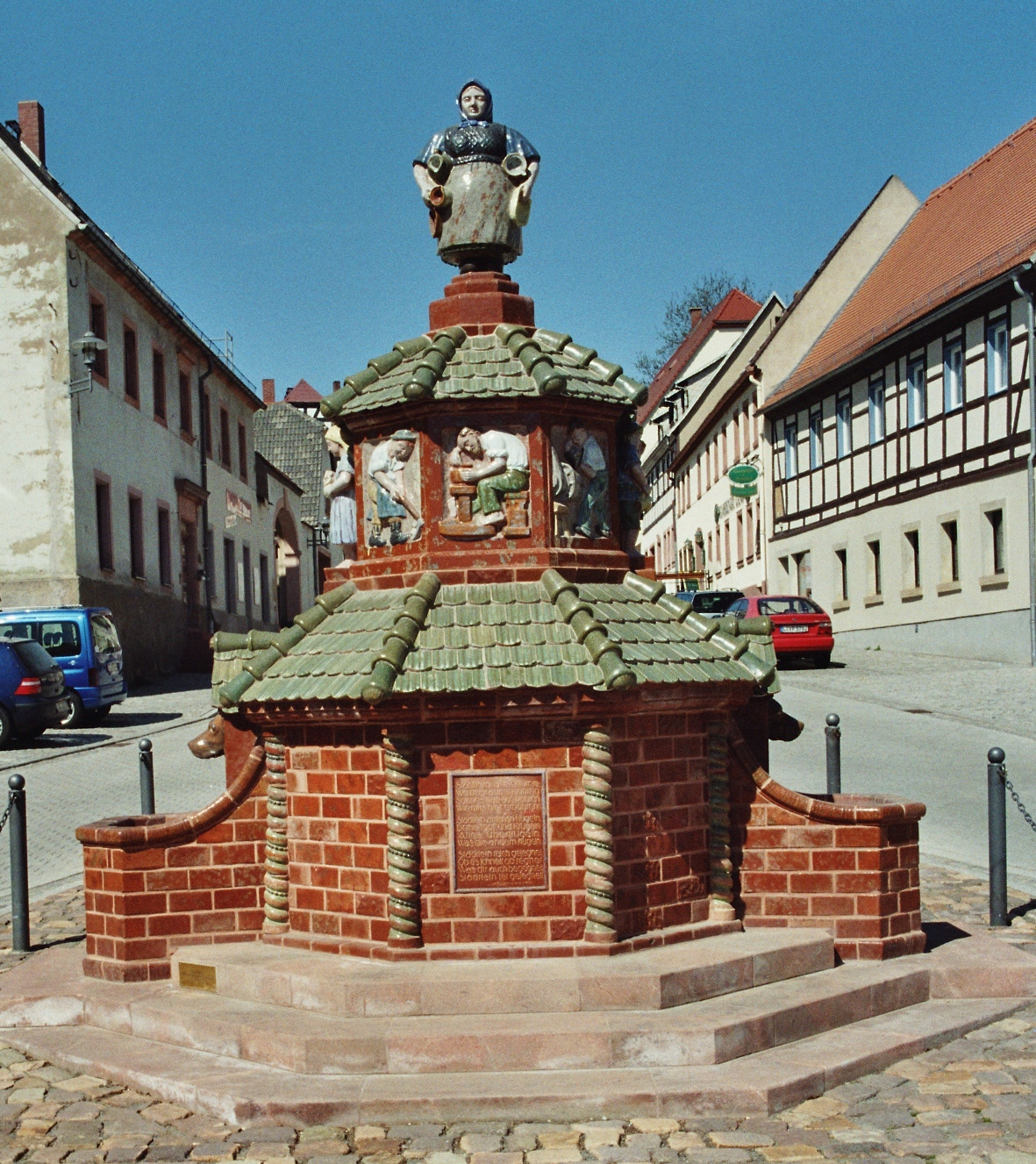
Töpferbrunnen in Kohren-Sahlis
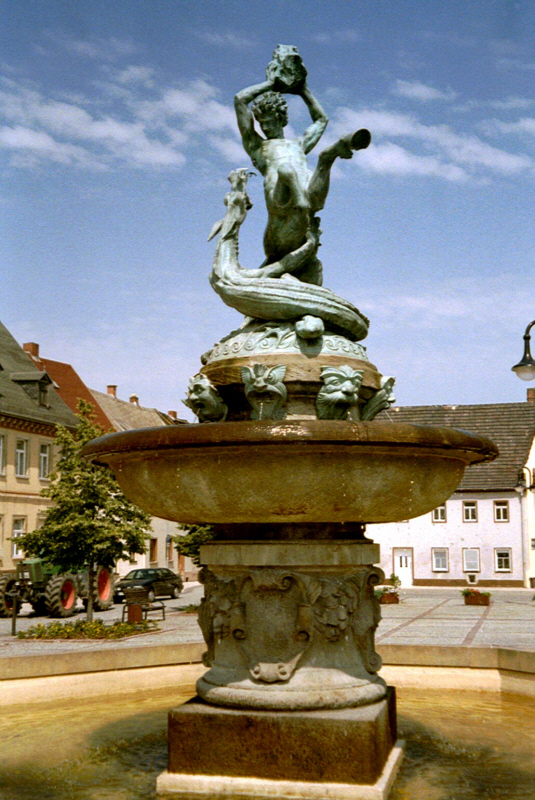
Centaurenbrunnen auf dem Marktplatz
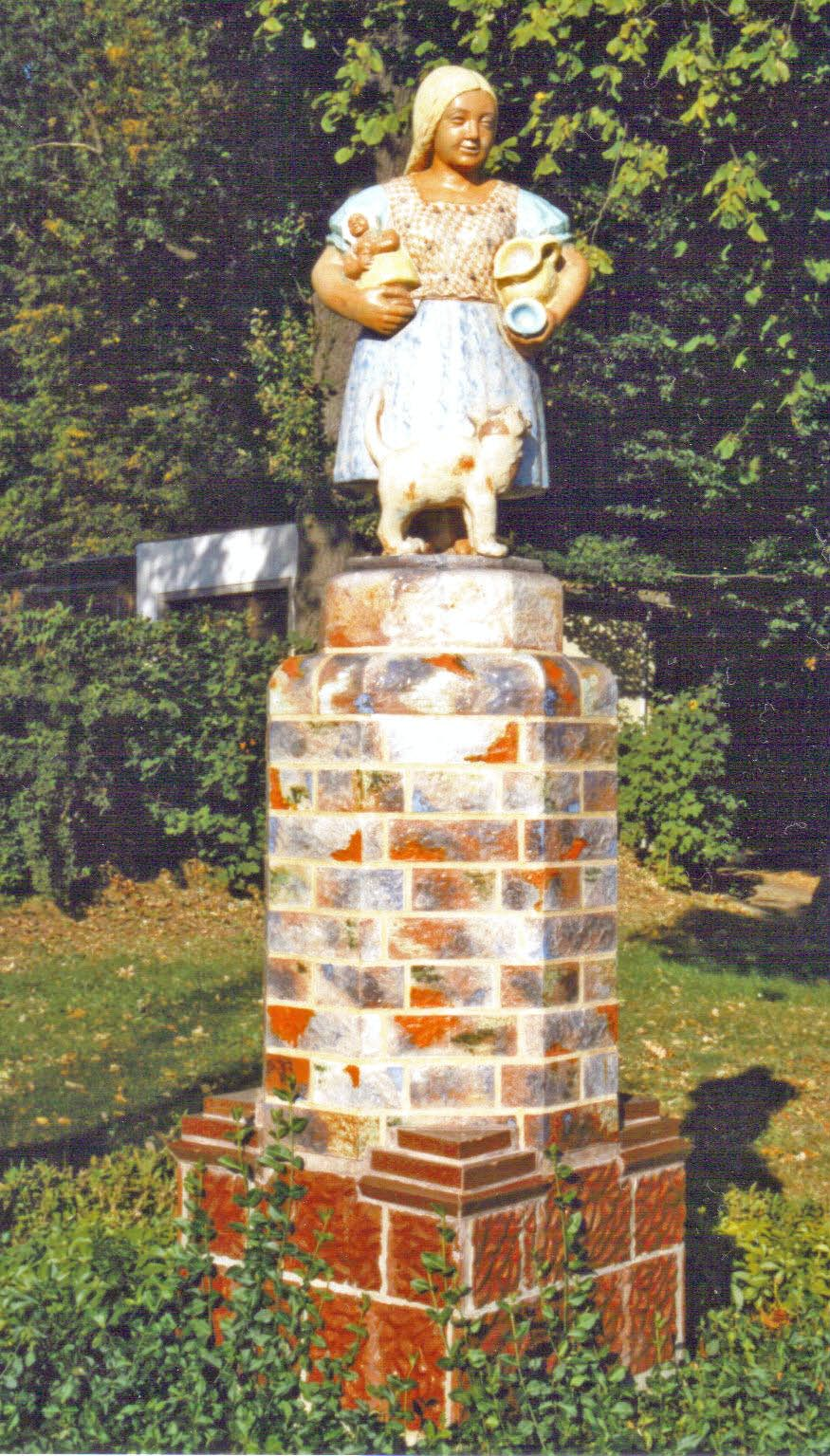
Töpfermädchen am alten Sportplatz
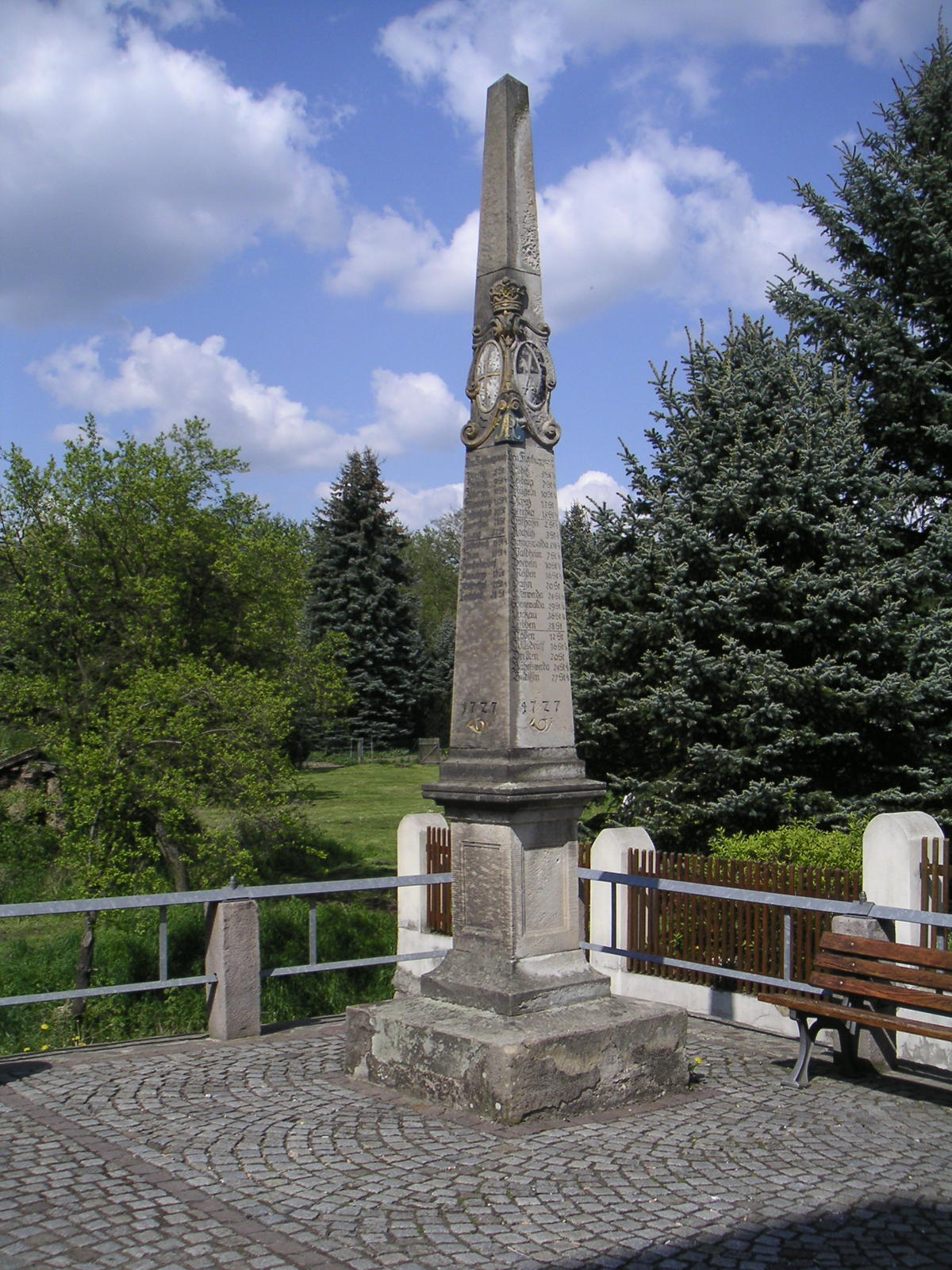
Kursächsische Postmeilensäule von 1727

### Naturschutz
- Naturschutzgebiet Eschefelder Teiche
- Siehe auch: Liste der Naturdenkmale in Frohburg

### Schlösser und Burgen
- Schloss Frohburg mit Stadtmuseum
- Burg Gnandstein
- Rittergut Benndorf, von 1848 bis 1945 im Besitz der Familie von Einsiedel
- Schloss Hopfgarten, von 1455 bis 1945 im Besitz der Familie von Einsiedel
- Herrenhaus auf Gut Nenkersdorf
- Schloss Prießnitz (1605–1606)[20], das Gut von 1380 bis 1919 im Besitz der Familie von Einsiedel
- Schloss Wolfitz, von 1419 bis 1945 im Besitz der Familie von Einsiedel, nach 1990 zurückgekauft
- Burgruine Kohren

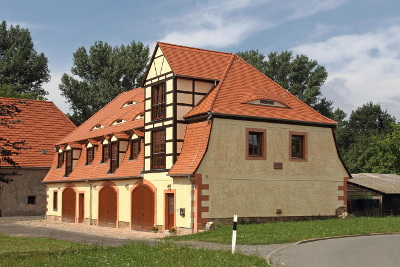
Rittergut Benndorf
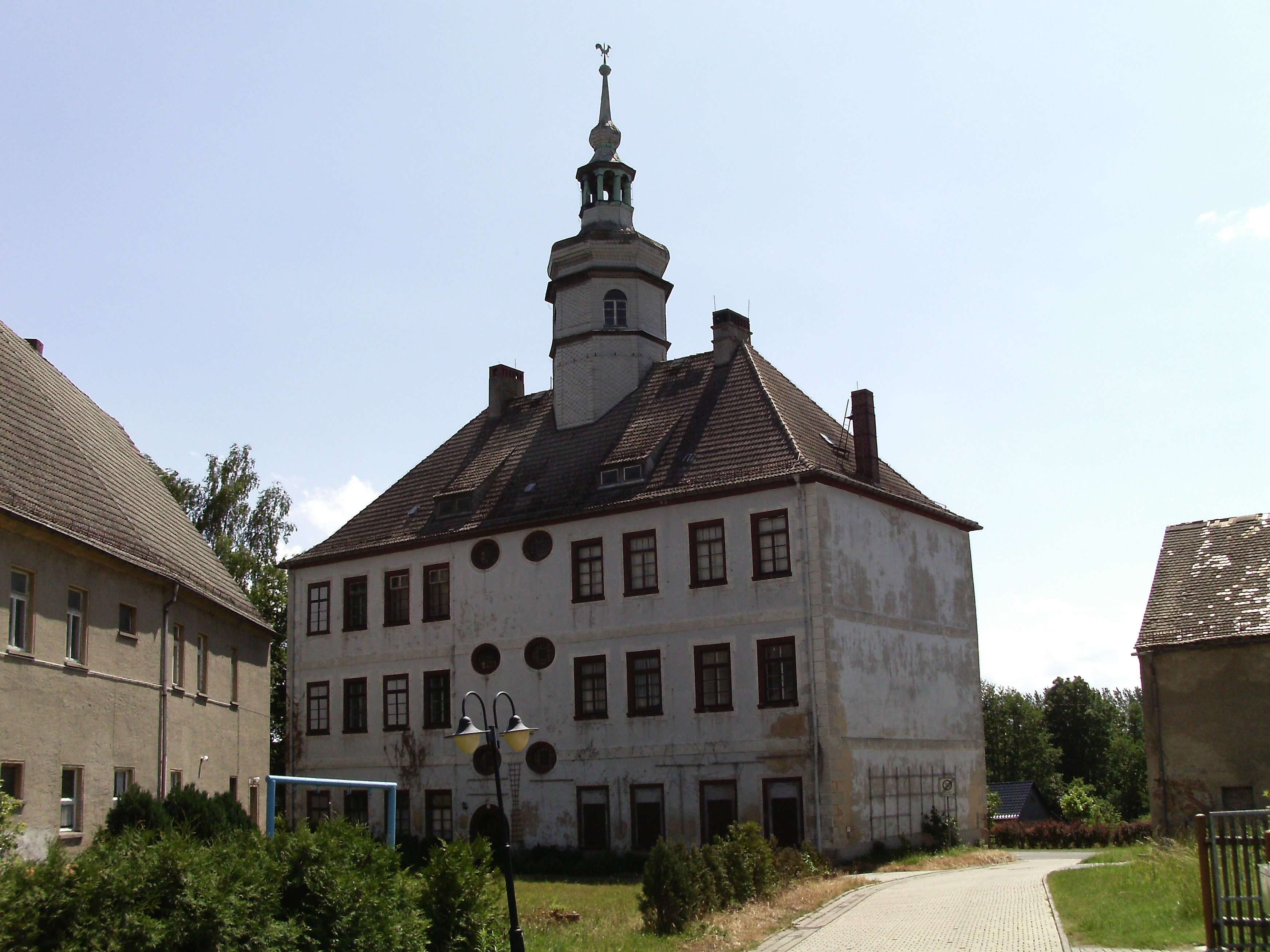
Schloss Hopfgarten
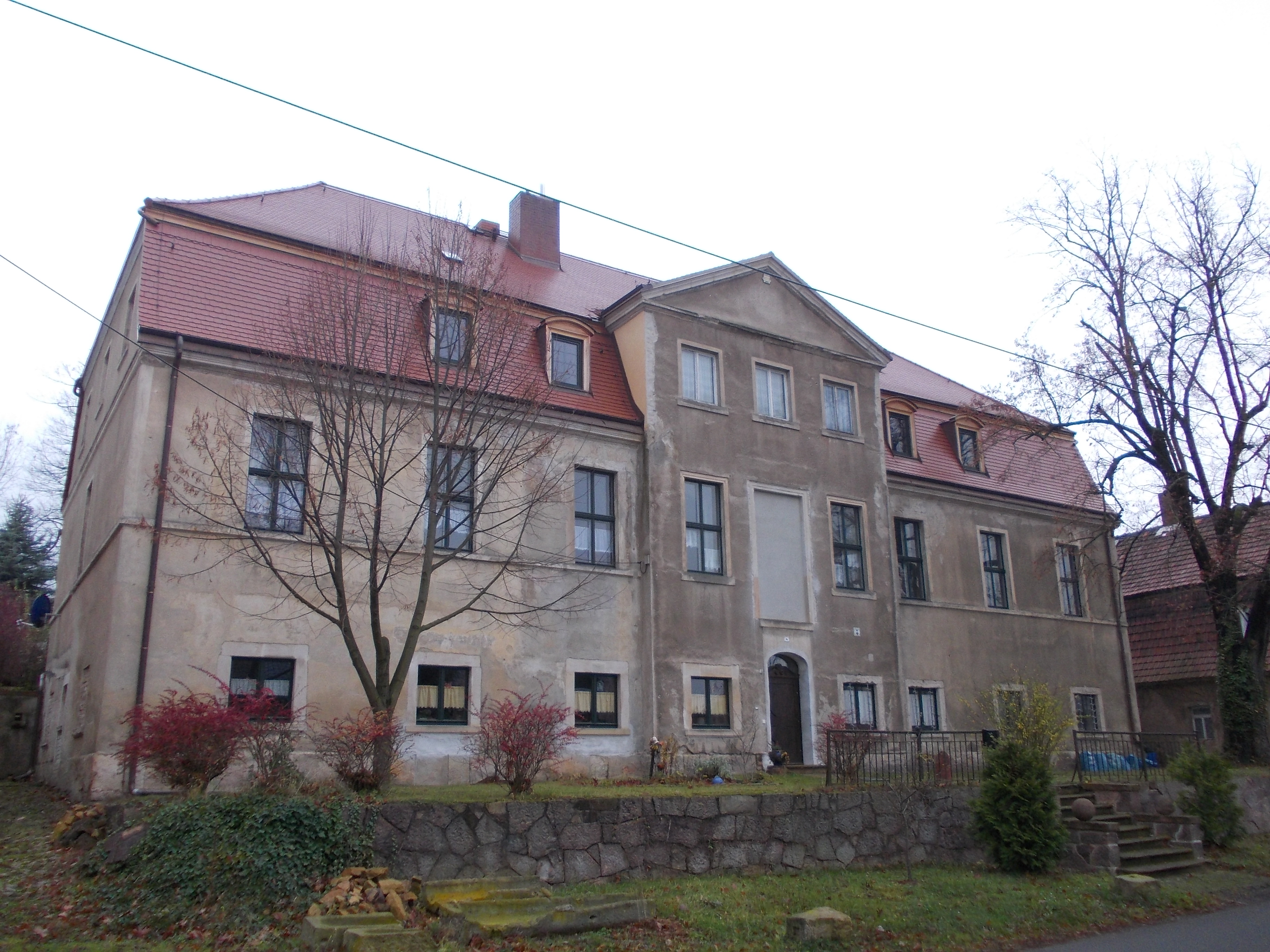
Herrenhaus Nenkersdorf
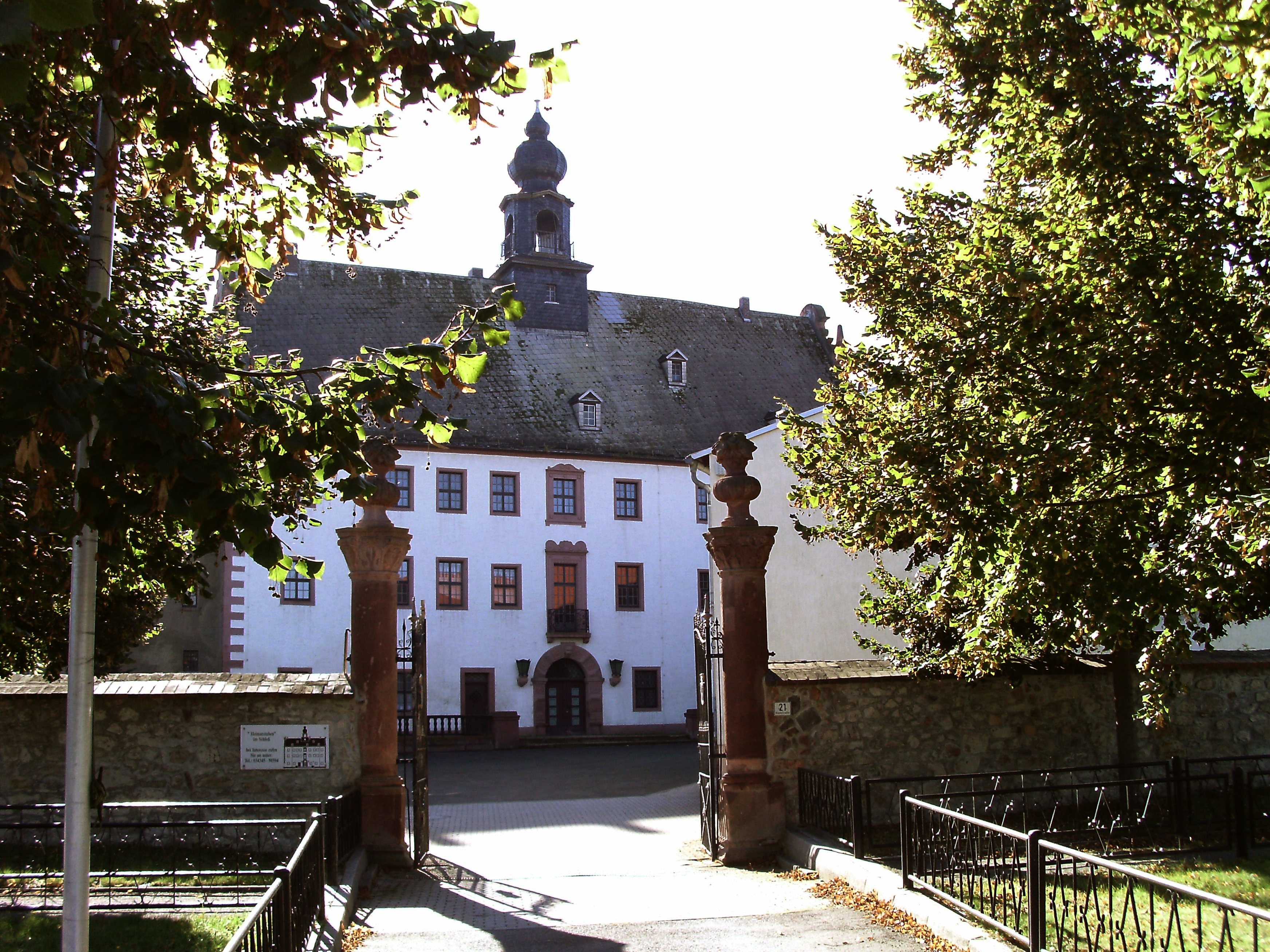
Schloss Prießnitz

### Kirchen
Frohburg und die eingemeindeten Orte haben viele bemerkenswerte Kirchen
- Kirche St. Michaelis in Frohburg, 1233
- Kirche St. Gangolf in Kohren
- Dorfkirche Gnandstein mit Einsiedelscher Grablege
- Kirche Greifenhain
- Romanische Saalkirche in Eschefeld, mit spätgotischem Schnitzaltar um 1510
- Kirche Benndorf
- Kirche Flößberg
- Große romanische Saalkirche, Marienkirche Nenkersdorf, 1187 geweiht, ehemalige Wallfahrtskirche
- Barocke Dorfkirche Elbisbach
- Ursprünglich romanische Kirche in Oberfrankenhain, erbaut um 1200, 1514 spätgotisch mit Schnitzaltar, Kreuzigungsgruppe und Sakramentsnische umgebaut
- Pfarrhaus in Oberfrankenhain, um 1726 erbaut
- Kirche Tautenhain mit Bildern von Conrad Felixmüller
- Kirche Frauendorf
- Kirche Altmörbitz
- Kirche in Rüdigsdorf
- Spätgotische Kreuzkirche (um 1500) in Prießnitz (1616 im Stil der niederländischen Spätrenaissance umgebaut)
- Kirche Jahnshain

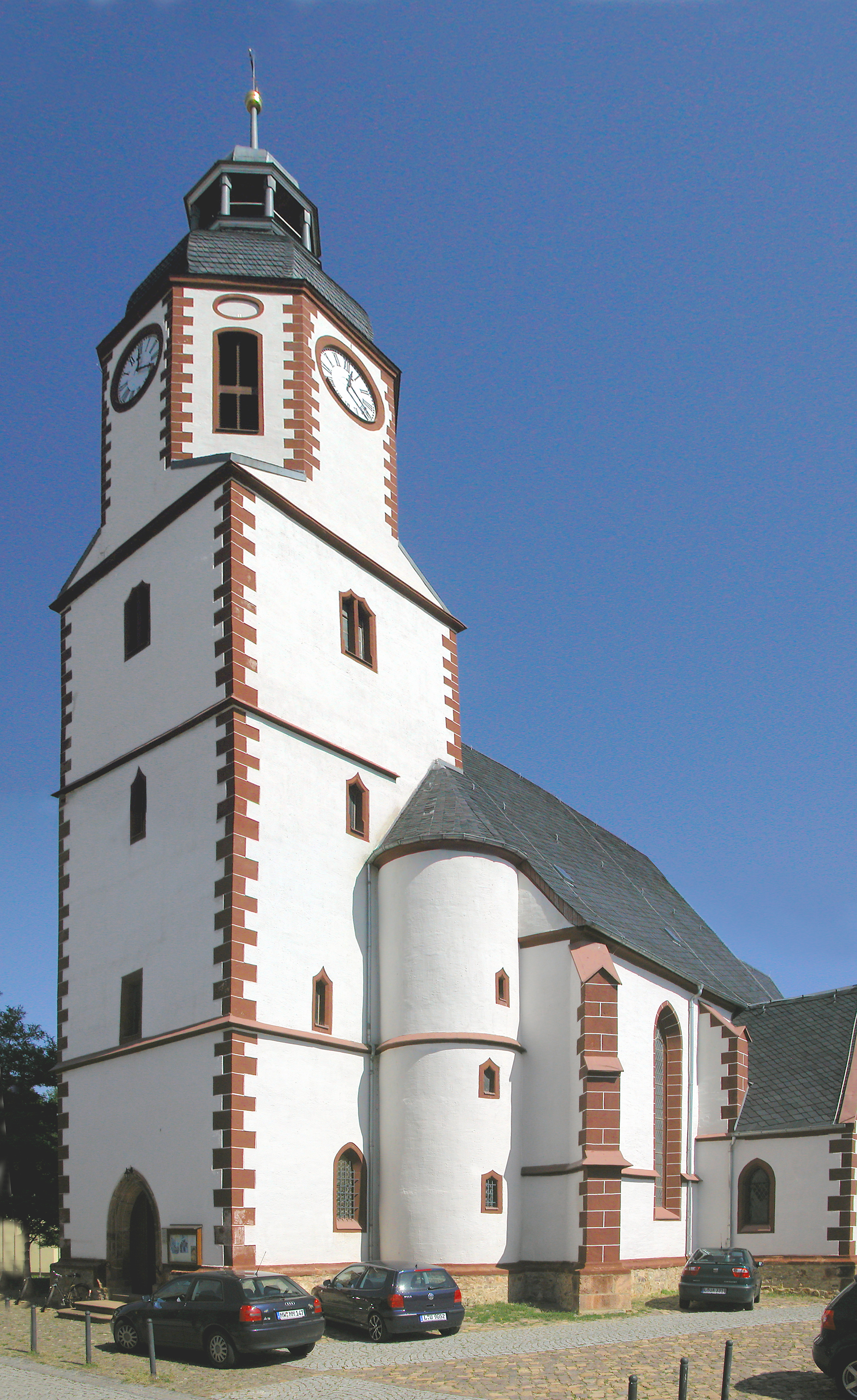
St. Michaelis Frohburg
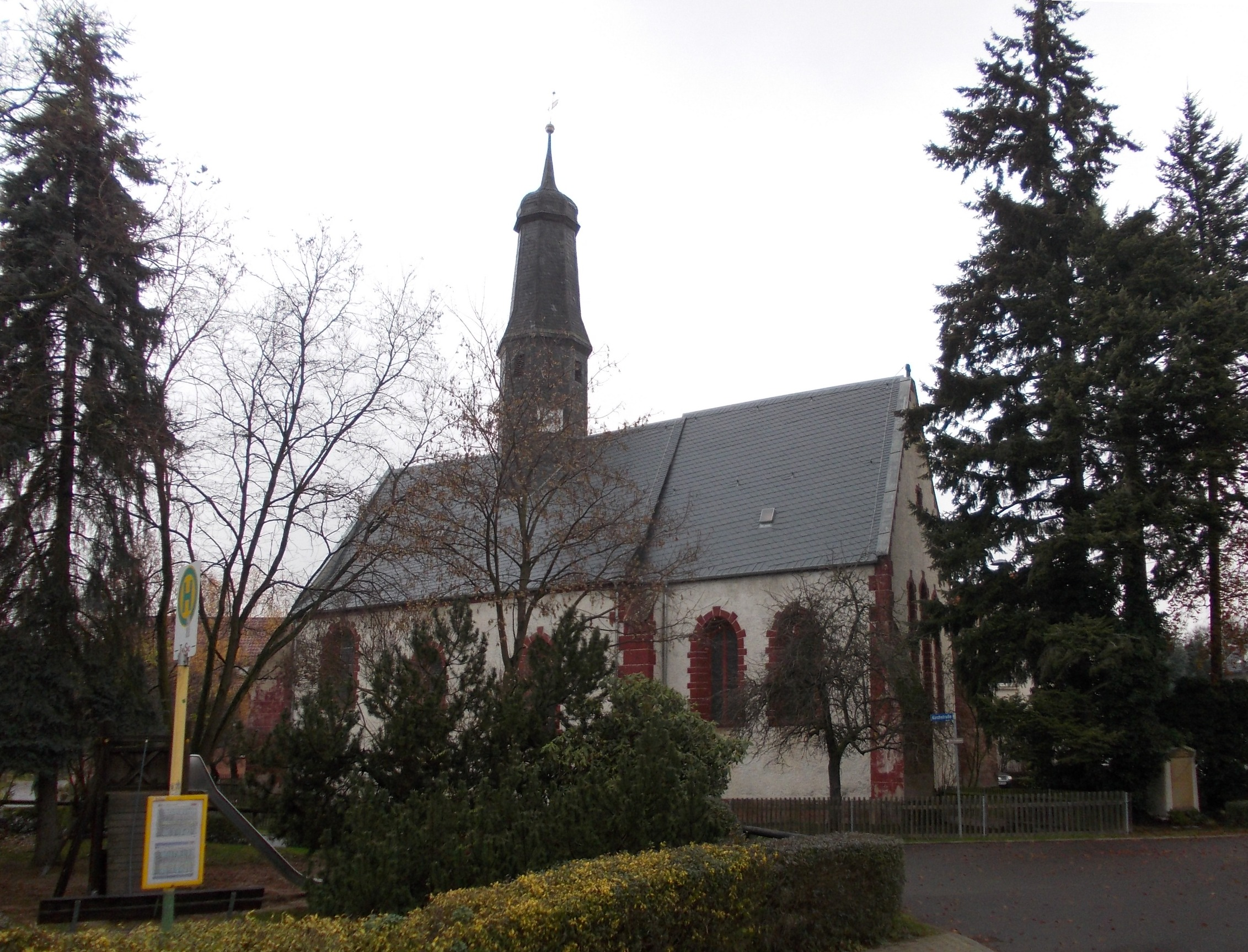
Nenkersdorf
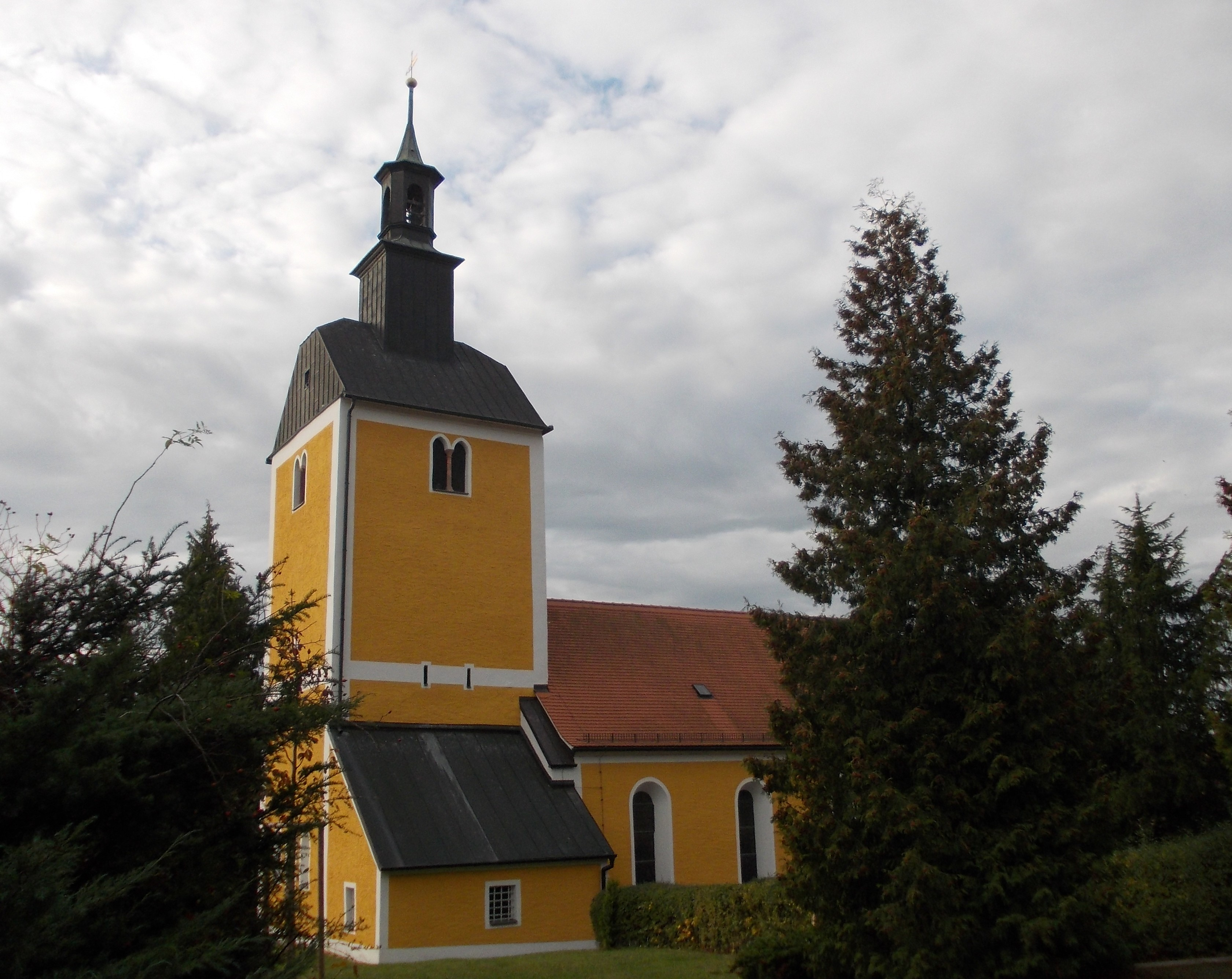
Tautenhain
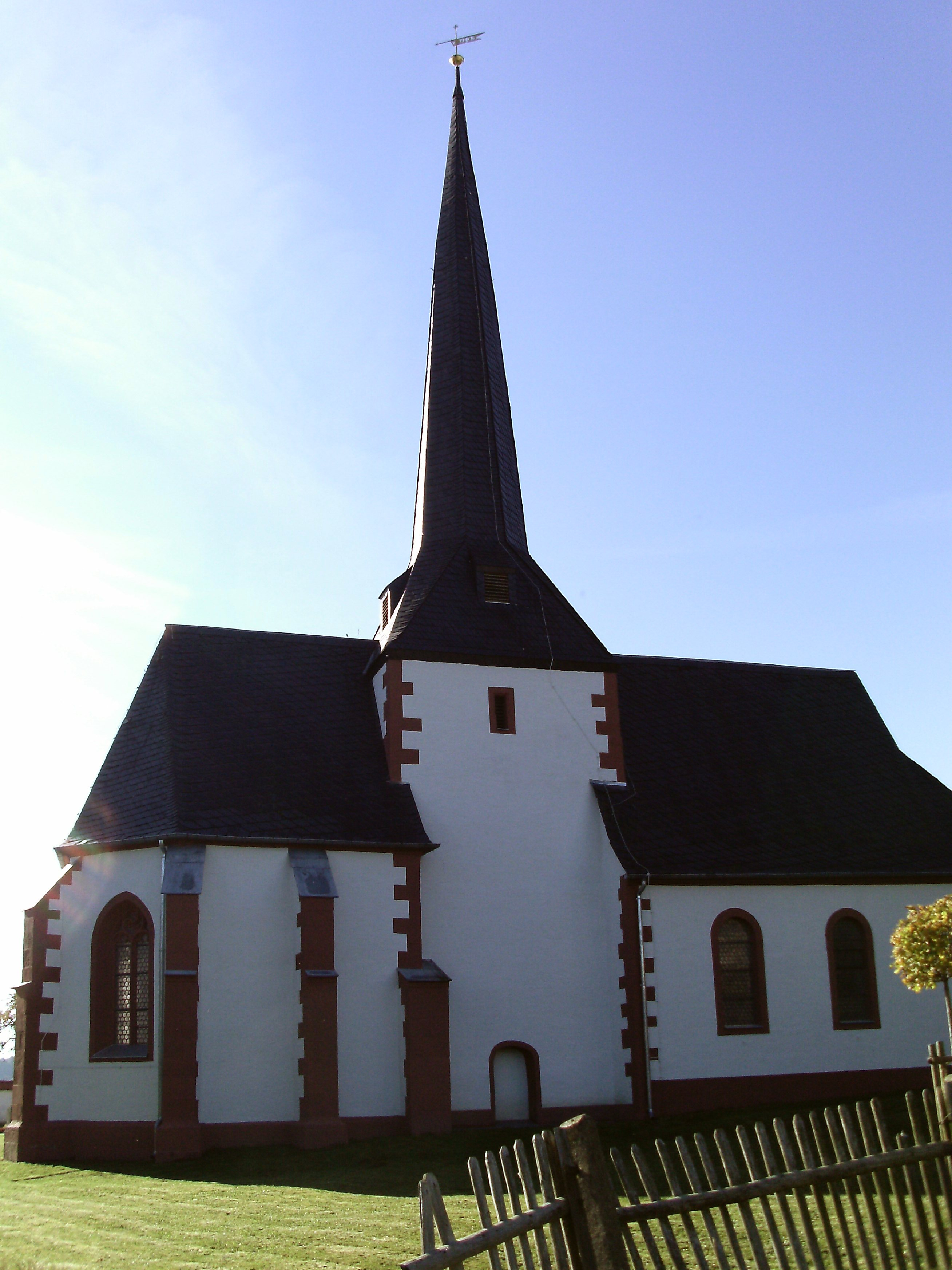
Frauendorf

## Bildungseinrichtungen
- Grundschule Frohburg (250 Schüler und 18 Lehrer im Schuljahr 2018/19)
- Grundschule „Hans Coppi“ Frankenhain (85 Schüler im Schuljahr 2018/19)
- Grundschule Kohren-Sahlis (90 Schüler im Schuljahr 2018/19)
- Oberschule „Maxim Gorki“ (430 Schüler und 35 Lehrer im Schuljahr 2018/19)
- Evangelische Heimvolkshochschule Kohren-Sahlis

## Sport und Freizeit
Frohburg ist bei Motorsportfreunden bekannt durch die jährlich stattfindenden Rennveranstaltungen. Seit 1960 finden Straßenrennen auf dem Frohburger Dreieck statt, seit 1962 auch Moto-Cross-Läufe auf der Strecke  Am Kaplanberg.

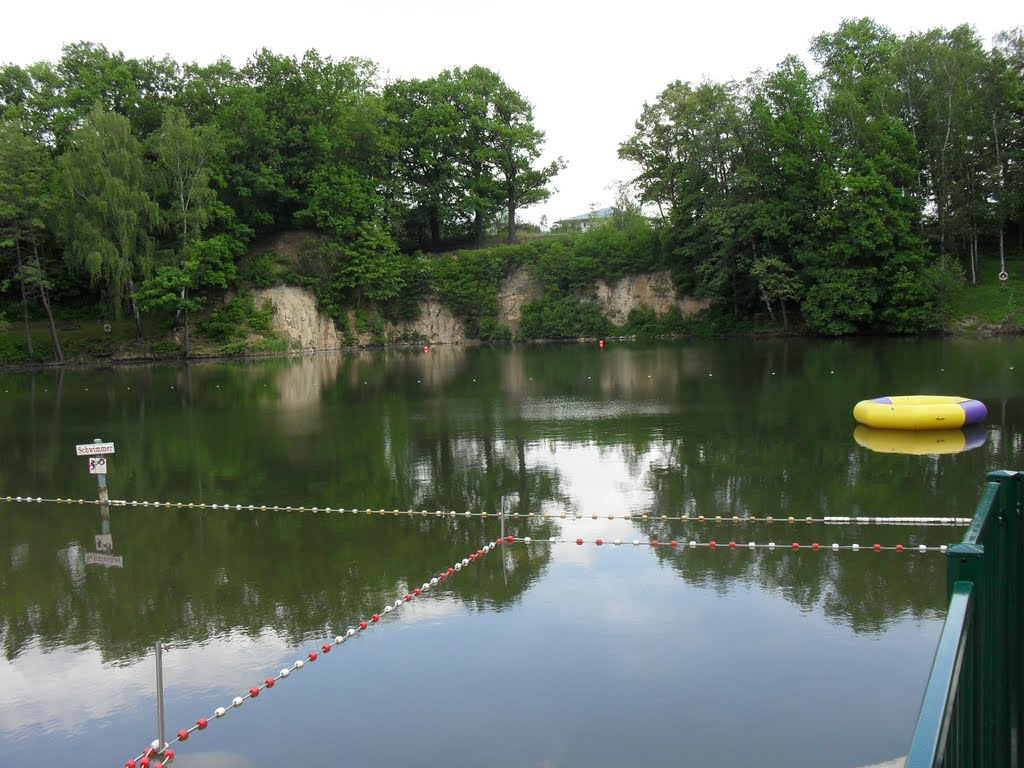
Stadtbad

Frohburg besitzt ein Naturbad, welches sich in einem ehemaligen Steinbruch befindet. Nördlich von Frohburg bieten sich Bademöglichkeiten in dem aus einem ehemaligen Braunkohlentagebau im Dreieck Bubendorf-Nenkersdorf-Neukirchen entstandenen Harthsee. Im Westen grenzt an den Ortsteil Eschefeld das zu Thüringen gehörige Erholungsgebiet Pahna mit Badesee und Campingplatz an.
Der Ortsteil Streitwald ist ein geeigneter Ausgangspunkt für ausgedehnte Wanderungen durch den Stöckigt nach Kohren-Sahlis und zu den weiteren Sehenswürdigkeiten und Freizeitmöglichkeiten des Kohrener Landes mit Sommerrodelbahn, Minigolf-Anlage und dem „Irrgarten der Sinne“ am Lindenvorwerk. Zudem befindet sich in der Gemeinde das Naturschutzgebiet „Eschefelder Teiche“.
In den Produktionsräumen der ehemaligen Braunkohlenfabrik Neukirchen nördlich von Frohburg befindet sich die Großdiskothek „Cult“. Das „Cult“ ist der Nachfolger des „Tiffany“, in welchen unter anderem DJs wie Tom Novy, Paul van Dyk, Dr. Motte, Westbam oder Hooligan auftraten.
Zwischen Ende Juli und Ende September hat das Maisterlabyrinth Benndorf geöffnet.

## Persönlichkeiten

### Söhne und Töchter der Gemeinde

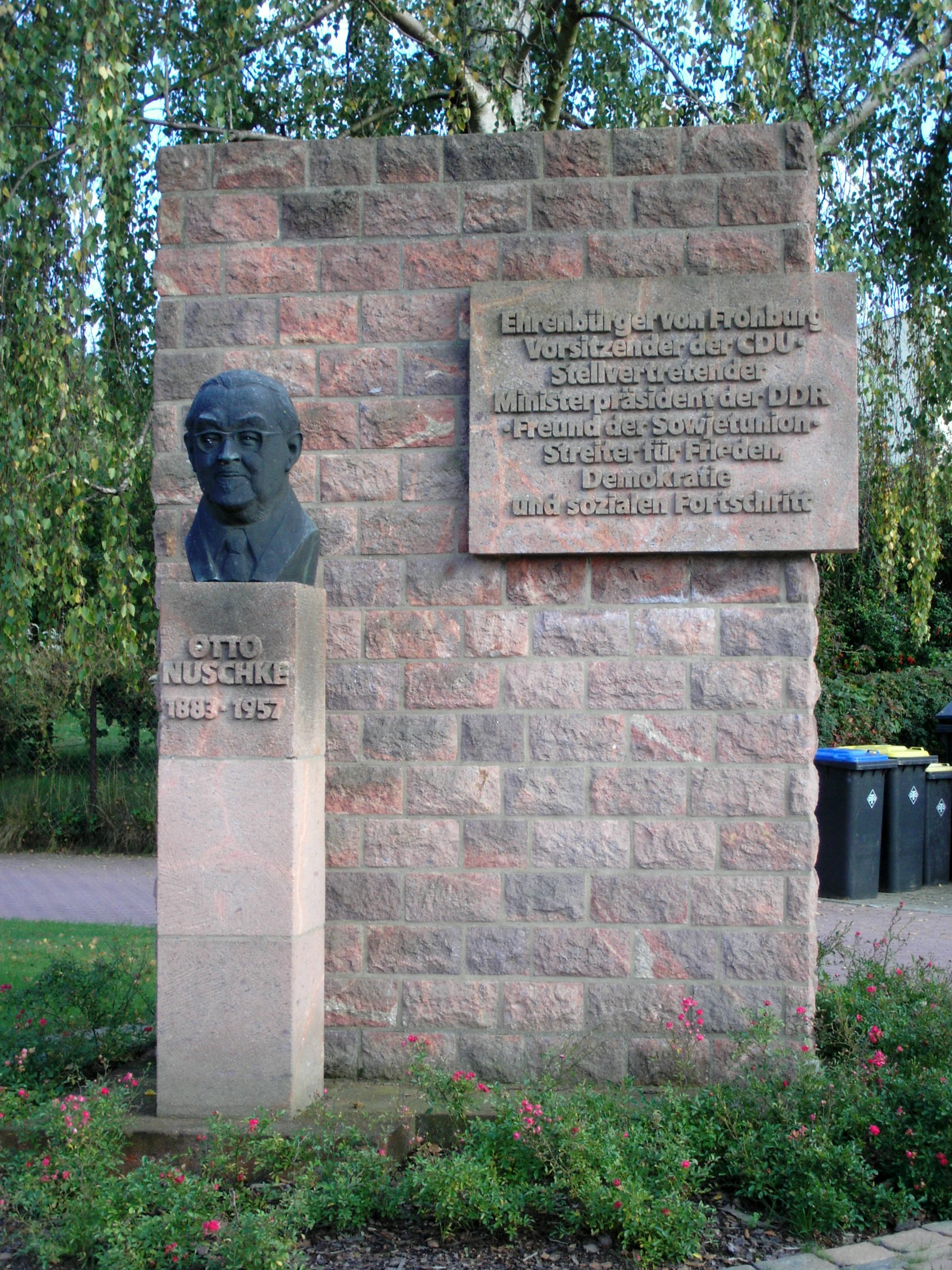
Otto-Nuschke-Denkmal

- Christian Friedrich Bauer (1696–1752), evangelischer Theologe.
- Wilhelm Gottfried Bauer (1779–1853), Porträtmaler
- Haubold von Einsiedel (1792–1867) Rittergutsbesitzer, Abgeordneter und Landrat
- Robert Pfitzner (1825–1904), Musiker
- Friedrich Adolf Voigt (1857–1939), Altphilologe und Gymnasiallehrer.
- Louis Schlegel (1858–1929), Politiker (SPD), Reichstagsabgeordneter, Landtagsabgeordneter in Württemberg
- Johannes Schmidt (1861–1926) klassischer Philologe und Gymnasiallehrer
- Siegfried Rietschel (1871–1912), geboren in Rüdigsdorf, Rechtswissenschaftler
- Otto Richter (1873–nach 1944), Politiker (SPD), MdL (Königreich Sachsen)
- Otto Nuschke (1883–1957), Politiker und CDU-Vorsitzender in der sowjetischen Besatzungszone und in der DDR
- Johannes Mühler (1876–1952), Klischeehersteller, Berufs- und Pressefotograf
- Johannes Leipoldt (1900–1974), Historiker, Museologe, Flurnamenforscher
- Guntram Vesper (1941–2020), Schriftsteller, sein Roman Frohburg erhielt 2016 den Preis der Leipziger Buchmesse und 2017 den erstmals vergebenen Erich-Loest-Preis
- Richard Schröder (* 1943), Theologe und Philosoph
- Norbert Warnatzsch (* 1947), Schwimmtrainer
- Christoph Poland (* 1949), Politiker (CDU) und Mitglied des Deutschen Bundestags
- Jochen Rudi (* 1949), Kaufmann und ehemaliger Präsident des 1. FC Dynamo Dresden.
- Reinhard Wosniak (1953–2020), Schriftsteller
- Rainer Müller (* 1966), Historiker und Bürgerrechtler.

### Persönlichkeiten, die in Frohburg gewirkt haben
- Kunz von Kauffungen (1410–1455), sächsischer Adliger, Initiator des Altenburger Prinzenraubes, soll von 1552 bis 1555 im Schloss Wolftitz gelebt haben
- Christoph Schlüter (1660–1690) wirkte von 1656 bis 1690 als evangelischer Geistlicher in Froburg
- Friedrich Carl von Pöllnitz (1682–1760), Gutsbesitzer auf Benndorf, Kursächsisch-polnischer Oberhofmarschall und Liebhaber der Herzogin Henriette Charlotte von Sachsen-Merseburg, sowie Domdechant von Meißen.
- Siegfried Leberecht Crusius (1738–1824), Buchhändler und Verleger
- Wilhelm Crusius (1790–1858), Landwirt und Agrarreformer in Sachsen
- Gottfried Pfitzner (1795–1887), Stadtmusikdirektor und Kantoreiverwandter, Begründer der Musikerfamilie Pfitzner
- Johann Paul von Falkenstein (1801–1882), Konservativer sächsischer Jurist, Verwaltungsbeamter und Politiker, hatte einen Landsitz in Frohburg
- Werner Stein (1855–1930), Bildhauer, hatte seinen Alterssitz in Streitwald
- Friedrich Krug von Nidda und von Falkenstein (1860–1934), Verwaltungsjurist und Politiker (DNVP) in Sachsen, Schloss Frohburg war sein Stammsitz
- Therese Roßbach (1861–1953) war eine deutsche Stifterin und Sozialpädagogin. Gründerin des Arwedshofs, einem Reformprojekt für Frauen in Frohburg/Elbisbach
- Ernst Julius Vesper (* 1866 in Reinsberg bei Freiberg; † 1956 in Frohburg), schrieb seine veterinärmedizinische Dissertation 1924 über die Borna-Krankheit der Pferde;[22] langjähriger Tierarzt in Frohburg und Umgebung, Großvater des Schriftstellers Guntram Vesper
- Hans Pfitzner (1869–1949), Komponist, Dirigent und Autor politischer und theoretischer Schriften, Ehrenbürger von Frohburg
- Kurt Feuerriegel (1880–1961), einer der bedeutendsten Kunstkeramiker des 20. Jahrhunderts in Sachsen, hatte seine Keramikwerkstatt in Frohburg
- Conrad Felixmüller (1897–1977), Maler, lebte von 1944 bis 1967 in Tautenhain und schuf 1951/52 für die dortige Kirche die Emporenbilder
- Fritz-Karl Bartnig (1926–1988), Politiker (CDU)
- Georg-Ludwig von Breitenbuch (* 1971), Politiker (CDU), MdL
- Frauke Petry (* 1975), Ex-AfD-Vorsitzende, lebte bis 2015 im Ortsteil Tautenhain
- Franziska Mascheck (* 1979), Politikerin (SPD), MdB